# Плавобради
„Плавобради” (фр. Barbe bleue) је француска народна бајка, чију је најпознатију сачувану верзију написао Шарл Перо, а први пут је објављена у Паризу 1697. године у књизи Историје или приче из прошлих времена, коју је издао Барбен. Прича говори о богатом човеку који има обичај да убија своје жене и о покушајима његове тренутне супруге да избегне судбину својих претходница. Приче „Бела голубица”, „Младожења разбојник” и „Фичерова птица” сличне су „Плавобрадом”.  Озлоглашеност ове бајке довела је до тога да речник Merriam-Webster реч „Bluebeard” дефинише као „човека који се жени и убија једну жену за другом”. Чак је и енглески глагол „bluebearding” настао као начин да се опише злочин убијања низа жена или завођења и напуштања низа жена. Браћа Грим су је укључила само у прво издање колекције прича под бројем 62. 

## Радња
Плавобради је богат и моћан племић који је био шест пута ожењен прелепим женама које су све мистериозно нестале. Када посети свог комшију и затражи руку једне од његових кћери, оне се уплаше. Након што организује прелепу гозбу, млађа сестра одлучује да му постане жена и одлази да живи с њим у његовој богатој и раскошној палати, далеко од своје породице.
Плавобради једном приликом објављује да мора да отпутује и својој жени предаје кључеве палате. Са њима може отварати све собе, у којима се налазе његова блага, осим једне подземне одаје коју јој строго забрањује да отвори, под претњом његовог гнева. Потом одлази, остављајући палату и кључеве у њеним рукама. Она позива своју сестру Ану, као и пријатеље и рођаке, на забаву. Међутим, убрзо је обузме неодољива жеља да види шта се налази у тајној просторији, па се искраде са забаве и упути у забрањену собу.
Одмах открива да је просторија преплављена крвљу и да су тела шест убијених жена Плавобрадог обешена на кукама по зидовима. Ужаснута, она испушта кључ у крв и бежи из собе. Покушава да обрише крваву мрљу са кључа, али кључ је зачаран и мрља се не може уклонити.
Плавобради се неочекивано враћа и проналази кључ укаљан крвљу. Бесан, он прети да ће на лицу места убити своју жену, али она га моли да јој дозволи још једну последњу молитву са Аном. Тада, у тренутку када се Плавобради спрема да зада кобни ударац, Ана и њихова браћа стижу и убијају Плавобрадог. Жена наслеђује његово богатство и дворац, сахрањује тела шест убијених жена, обезбеђује мираз својој браћи и сестрама, а потом се и сама поново удаје, коначно остављајући иза себе ужас свог живота са Плавобрадим.

## Извори
Иако је најпознатији као народна бајка, лик Плавобрадог вероватно потиче из легенди повезаних са историјским личностима из Бретање. Верује се да је један од извора био Жил де Ре, племић из 15. века који се борио уз Јованку Орлеанку, постао маршал Француске и њен званични заштитник, али је касније обешен и спаљен као вештац и серијски убица. Међутим, Жил де Ре није убио своју супругу, нити су пронађена тела на његовом имању, а злочини за које је осуђен укључивали су сексуално мотивисана, брутална убиства деце, а не жена.
Други могући извор потиче из приче о раном бретонском краљу Кономору Проклетом и његовој жени Трифини. Ово је забележено у биографији Светог Гилде, написаној пет векова након његове смрти у 6. веку. Биографија описује како је, након што се Кономор оженио Трифином, она била упозорена духовима његових претходних жена да их он убија када остану у другом стању. Након што је и сама затруднела, Трифина бежи; муж је сустиже и одсеца јој главу, али Свети Гилда је чудом враћа у живот. Када је доведе назад Кономору, зидови његовог замка се руше и убијају га. Кономор је историјска личност, локално познат као вукодлак, а разне локалне цркве посвећене су Светој Трифини и њеном сину, Светом Тремеру.
Браћа Грим су је уврстила у прво издање својих прича, која се мало разликује од Пероове верзије. Наиме, у причи не постоји сестра Ана, а уместо два брата, њих је тројица и девојка остаје сама када обилази собе у дворцу. Као свој извор, навели су породицу Хасенпфлуг.

## Анализа
Фаталне последице женске радозналости дуго су биле тема прича и легенди. Пандора и Психа примери су жена из митских прича чија радозналост има страшне последице. Када својој жени даје кључеве од замка, Плавобради игра улогу змије из библијског Раја, па тиме и самог ђавола, док његова жена представља жртву ухваћену у змијин поглед.
Иако неки стручњаци тумаче причу о Плавобрадом као бајку која проповеда послушност жена (како Пероова морална поука сугерише), фолклористкиња Марија Татар сматра да ова бајка заправо охрабрује жене да не следе патријархална правила без преиспитивања. Кршење мушких правила у бајкама може се видети као метафора за кршење друштвених норми од стране жена и казну која следи због тог преступа. Кључ се може тумачити као знак непослушности или преступа; такође може симболизовати упозорење да се мужу не треба слепо веровати.
Татарова, међутим, даље разматра „Плавобрадог” и као врсту наратива сличног „Лепотици и Звери”. Оригинална бајка „Лепотица и Звер”, коју је написала Жан-Мари Лепренс де Бомон, наводно је осмишљена како би припремила младе жене на могућност не само брака, већ и удаје у младости, те ублажила њихове страхове од последица брака са старијим мушкарцем. У овој причи Звер се приказује као потајно саосећајно биће, створено да ублажи интензиван сексуални страх који младе жене имају од брака. Иако прича „Лепотица и Звер” дели неке готичке елементе са „Плавобрадим” (као и Ерос и Психа, у случају мистериозног отмичара, претећег замка и младе, лепе јунакиње), Татарова истиче да „Плавобради” припада потпуно супротној страни спектра: он не ублажава страхове жена, већ их продубљује, потврђујући њихове „најгоре страхове о сексу”.
Психоаналитичарка Клариса Пинкола Естес кључ из приче назива „кључем сазнања” који жени доноси свест. Она може да изабере да не отвори врата и живи као наивна млада жена, али уместо тога она бира да отвори врата истине.
Психолог Бруно Бетелхајм сматра да се „Плавобради” може сматрати бајком само због магичног крвавог кључа; у супротном, био би само монструозна хорор прича. Бетелхајм повезује кључ са мушким полним органом, „посебно са првим полним односом када се химен поцепа и крв се појави на њему”. За њега, крв на кључу представља симбол женине несмотрености.
Научник Филип Луис тумачи да кључ који Плавобради даје својој жени представља његову супериорност, јер он зна нешто што она не зна. Крв на кључу показује да је сада и она стекла знање. Она је тиме избрисала разлику међу њима, и да би је вратио у њено раније стање незнања, он мора да је убије.